# 30241 Donnamower
30241 Donnamower è un asteroide della fascia principale. Scoperto nel 2000, presenta un'orbita caratterizzata da un semiasse maggiore pari a 2,2203017 UA e da un'eccentricità di 0,0516646, inclinata di 2,72998° rispetto all'eclittica.